# 加美屋
加美屋（かみや）は、京都市伏見区に本社を置く、特殊紙の製造会社である株式会社いちはらが運営する店舗名である。
稲荷店、祇園店では、あぶらとり紙を中心とした化粧品、化粧雑貨品を販売している。

## 概要
1910年（明治43年)に、京都市内で創業、その創業者一族が自社ブランドとして発足させた。現在、京都の稲荷と祇園に直営店がある。本業である特殊紙の加工技術を生かしたあぶらとり紙やこっとん紙といった紙を使用した化粧雑貨をはじめ、まゆ玉を使用した「まゆサック」、「リップクリーム」や「練り香水」などオリジナルの化粧品、化粧雑貨を販売している。シンボルキャラクターである「とんちキツネ」は、夢に出て来ると縁起が良いと言われる白い狐がモチーフになっている。また、頭部には柏の葉を乗せている。

## 直営店一覧
- 稲荷店
- 祇園店

## 註
1. ↑  http://www.kami-ya.jp/about/index.html